# Spratton
Spratton – wieś w Anglii, w hrabstwie Northamptonshire, w dystrykcie (unitary authority) West Northamptonshire. Leży 11 km na północ od miasta Northampton i 107 km na północny zachód od Londynu. Miejscowość liczy 1099 mieszkańców.